# Cis australis
Cis australis (лат.) — вид трутовиковых жуков рода Cis. Австралия.

## Описание
Жуки мелкого размера, длина тела 1,9—2,5 мм, надкрылья от 1,28 до 1,41 мм. Усики содержат 10 сегментов (иногда редуцировано до 8), включая 3-члениковую булаву. Тело вытянутое, выпуклое. Ноги короткие. Основная окраска тела коричневая. Питаются трутовыми грибами (Polyporaceae).